# Швебише-Рецат
Швебише-Рецат (нем. Schwäbische Rezat) — река в Германии, протекает по Средней Франконии (земля Бавария). Правый приток Редница. Речной индекс 24212. Площадь бассейна составляет 284,99 км². Длина реки 33,31 км. Высота истока 480 м. Высота устья 342 м.
Берёт начало в окрестностях Вайсенбурга. На берегах Швебише-Рецата находятся города Эллинген, Плайнфельд. В Георгенсгмюнде река сливается с Френкише-Рецатом и образует Редниц.